# Liste der Kulturdenkmäler im Schwalm-Eder-Kreis

Gemeinden im Schwalm-Eder-Kreis

Die Liste der Kulturdenkmäler im Schwalm-Eder-Kreis enthält die Kulturdenkmäler im Schwalm-Eder-Kreis. Rechtsgrundlage für den Denkmalschutz ist das Denkmalschutzgesetz in Hessen.
Städte und Gemeinden im Schwalm-Eder-Kreis:
- Liste der Kulturdenkmäler in Bad Zwesten
- Liste der Kulturdenkmäler in Borken
- Liste der Kulturdenkmäler in Edermünde
- Liste der Kulturdenkmäler in Felsberg
- Liste der Kulturdenkmäler in Frielendorf
- Liste der Kulturdenkmäler in Fritzlar
- Liste der Kulturdenkmäler in Gilserberg
- Liste der Kulturdenkmäler in Gudensberg
- Liste der Kulturdenkmäler in Guxhagen
- Liste der Kulturdenkmäler in Homberg
- Liste der Kulturdenkmäler in Jesberg
- Liste der Kulturdenkmäler in Knüllwald
- Liste der Kulturdenkmäler in Körle
- Liste der Kulturdenkmäler in Malsfeld
- Liste der Kulturdenkmäler in Melsungen
- Liste der Kulturdenkmäler in Morschen
- Liste der Kulturdenkmäler in Neuental
- Liste der Kulturdenkmäler in Neukirchen
- Liste der Kulturdenkmäler in Niedenstein
- Liste der Kulturdenkmäler in Oberaula
- Liste der Kulturdenkmäler in Ottrau
- Liste der Kulturdenkmäler in Schrecksbach
- Liste der Kulturdenkmäler in Schwalmstadt
- Liste der Kulturdenkmäler in Schwarzenborn
- Liste der Kulturdenkmäler in Spangenberg
- Liste der Kulturdenkmäler in Wabern
- Liste der Kulturdenkmäler in Willingshausen